# Maria Stinia
Maria Stinia (ur. 27 maja 1962) – polska historyk, wykładowca Uniwersytetu Jagiellońskiego.

## Życiorys
Doktorat uzyskała na Uniwersytecie Jagiellońskim w 2002 roku, a w 2016 habilitowała się na tej samej uczelni. Pracuje w Instytucie Historii Uniwersytetu Jagiellońskiego na stanowisku profesora uczelni. Zasiada w Radzie Dyscypliny Historia na Uniwersytecie Jagiellońskim. W pracy naukowej zajmuje się zagadnieniami historii oświaty oraz nauki i edukacją historyczną. Członek Komisji do Oceny Podręczników Szkolnych oraz Komisji Historii Nauki PAU

## Wybrane publikacje
- Uniwersytet Jagielloński w latach 1871–1914. Modernizacja procesu nauczania, Kraków 2014
- Państwowe szkolnictwo gimnazjalne w Krakowie w okresie autonomii galicyjskiej, Kraków 2004
- Wędrówki po Krakowie, Kraków 1999 (wspólnie z M. Dąbrową i H. Palkijem)